# Tredje mellantiden
Tredje mellantiden eller Tredje intermediet, är en modern beteckning på perioden omkring 1070 - 664 f.Kr. i det forntida Egyptens historia. I äldre litteratur inkluderas denna period i Sentiden. Till Tredje mellantiden räknas vanligen dynastierna 21-25. Ett flertal rivaliserande dynastier härskade under den Tredje mellantiden, bland annat libyer i den tjugoandra dynastin från Bubastis och den tjugofjärde dynastin från Sais. Samtidigt styrde Amons prästerskap i Thebe. Egypten och landet erövrades slutligen av nubierna.